# Шелухін Іван Панасович
Іва́н Пана́сович Шелухін (1888, Російська імперія — 1970, місто Москва, тепер Російська Федерація) — радянський діяч, професійний революціонер. Член ВЦВК. Член Центральної контрольної комісії ВКП(б) у 1925—1927 роках. 

## Життєпис
Працював робітником. Був активним учасником революційних подій 1905—1907 років у місті Катеринославі.
Член РСДРП з 1908 року. 
За революційну пропаганду серед робітників декілька разів був заарештований, висланий до міста Орла під адміністративний нагляд поліції.
Після Лютневої революції 1917 року — член заводського комітету, член правління Спілки металістів у місті Катеринославі. Був одним із організаторів Червоної гвардії в Катеринославі.
Брав участь у більшовицькому заколоті в жовтні 1917 року в Катеринославі. З 1917 по 1918 рік у складі загонів Червоної гвардії воював проти анархістів, військ УНР та регулярних німецьких військ.
У 1918 році працював в Орловському губернському комітеті РКП(б).
У 1918—1920 роках — завідувач Малоархангельського повітового земельного відділу, голова виконавчого комітету Малоархангельської повітової ради Орловської губернії. У 1920 році очолював Орловський губернський революційний трибунал.
У 1921—1923 роках — завідувач Орловського губернського земельного відділу.
На 1925—1926 роки — голова Орловської губернської контрольної комісії ВКП(б) — робітничо-селянської інспекції.
Потім перебував на радянській та господарській роботі.
З 1953 року — персональний пенсіонер у Москві.
Помер 1970 року в Москві. Похований на Новодівичому цвинтарі Москви.